# Topobea brachyura
Topobea brachyura är en tvåhjärtbladig växtart som först beskrevs av Henry Allan Gleason, och fick sitt nu gällande namn av John Julius Wurdack. Topobea brachyura ingår i släktet Topobea och familjen Melastomataceae. Inga underarter finns listade i Catalogue of Life.